# ホート郡
座標: 北緯18度11分34秒 東経98度36分40秒 / 北緯18.19278度 東経98.61111度
ホート郡（ホートぐん）はタイ北部・チエンマイ県にある郡（アムプー）である。

## 名称
ホートとは北タイ語の言葉で、中央タイ語のロートすなわち「行き着く」という意味である。伝説によれば、ハリプンチャイの王女、チャーマテーウィーが行軍を続けていて、病気で兵士が倒れゆく中でこの地に「到達し」、ここで兵を休めたことから来ていると言われる。

## 歴史
658年、チャーマテーウィー女王がここで兵を休めた際この地に町を建設させた。これが町の始まりだと言われる。
1907年、町はチエンマイ県の郡（アムプー）となった。

## 地理
市街地はピン川の形成した平地にあり、東西を山岳地帯が囲んでいる。また、西の山岳地帯からはチェム川がメーチェム郡から流れ注ぎ、市街地の近辺でピン川と合流する。郡内にはオープルワン国立公園がある。
交通は国道108号線が北東から西に向かって延びており、北東にチエンマイ方面、西にメーサリエン方面とつながる。北に向かって国道1270号線、1088号線が延びておりそれぞれメーラーノーイ方面、メーチェム方面とつながっている。また、南に1099号線、1103号線が延びており、それぞれオムコーイ方面、リー郡方面とつながっている。

## 経済
郡内の主な産業は農業である。主な農業生産品はロンガン、キャベツ、トマト、コメなどである。

## 行政区分
郡は6のタムボンに分かれ、さらにその下位に60の村（ムーバーン）がある。自治体（テーサバーン）があり以下のようになっている。
- テーサバーンタムボン・ターカーム・・・タムボン・ハーンドンの一部
- テーサバーンタムボン・ハーンドン・・・タムボン・ハーンドンの一部

また、郡内には6のタムボン行政体（オンカーンボーリハーンスワンタムボン）がある。
1. タムボン・ハーンドン・・・ตำบลหางดง
2. タムボン・ホート・・・ตำบลฮอด
3. タムボン・バーンターン・・・ตำบลบ้านตาล
4. タムボン・ボールワン・・・ตำบลบ่อหลวง
5. タムボン・ボーサリー・・・ตำบลบ่อสลี
6. タムボン・ナーコールア・・・ตำบลนาคอเรือ